# Нууксіо (національний парк)
Нууксіо (фін. Nuuksion kansallispuisto, швед. Noux nationalpark) — один з 35-ти національних парків Фінляндії. Простягається на північний захід від Гельсінкі і є другим за близькістю до столиці національним парком після Сіпоонкорпі. Назва походить від назви району Нууксіо в Еспоо. Заснований у 1994 році.
До парку можна дістатися громадським транспортом з Гельсінкі і Еспоо. Тут є 3 туристичних маршрути, кемпінги, місця для гриля, збору ягід та грибів.

## Природа парку
Парк розташований на території лісів і озер Еспоо, Кіркконуммі і Віхті та займає площу 45 км².
Тут мешкає багато видів тварин, які знаходяться під загрозою зникнення, такі як летяга звичайна, дрімлюга і жайворонок лісовий. Зустрічаються також і дикі тварини — лось, рись, лисиця.
Поблизу парку побудований Центр природи Фінляндії «Халтіа», який щодня відвідує понад 700 відвідувачів.